# 分かち合う愛
『分かち合う愛』（原題：Berbagi Suami、英：Love for Share）は、2006年に製作されたインドネシアの映画。
2006年第19回東京国際映画祭にて日本で初上映された。
2007年（第1回）アジアンクィア映画祭（4月15日、19日）にて上映された。

## キャスト
- サルマ：ジャジャン・チェー・ヌール
- ミン：ドミニク
- シティ：シャンティ